# Davorin Savnik
Davorin Savnik, slovenski oblikovalec in arhitekt, * 7. september 1929, † 14. april 2014.
Oblikoval je avdiovizualne in telekomunikacijske naprave, telefonske aparate, elektrotehnične in elektromedicinske naprave, ročna orodja, gospodinjske aparate in računalniško opremo. Večino njegovih aparatov in naprav je z uspehom izdelovala slovenska, jugoslovanska in svetovna industrija. Občasno je predaval tako doma kot v tujini.
Leta 1966 je prejel nagrado Prešernovega sklada za delo v letu 1965.
Njegovo najbolj znano delo je telefonski aparat ETA 80 iz leta 1978, ki je postal nepogrešljiv del slovenskih domovih in uradov; nekoč so ga imela skoraj vsa gospodinjstva. ponekod pa je še vedno v uporabi. V Kranju so izdelali več kot 5 milijonov aparatov ETA.
Velik uspeh je dosegel tudi v tujini, kjer ima še danes veliko prepoznavnost. Dr. Savnik je zaradi njega prejel številne nagrade, telefon pa je postal tudi del zbirke muzeja MoMA (Museum of Modern Art) v New Yorku in Muzeja moderne umetnosti v Münchnu.
Savnikovo idejo so kopirale številne svetovne tovarne, skupaj blizu 300 milijonov kosov. Članke in slike o tem telefonu so objavile japonske, ameriške, angleške, ruske, češke in hrvaške strokovne revije in časopisi.
Telefon ETA 80 je bil leta 2009, ob njegovi 30. obletnici, na ogled v Muzeju za arhitekturo in oblikovanje na gradu Fužine na razstavi Iskra: neuvrščeno oblikovanje 1946–1990. Omenjeni telefon oziroma njegov avtor je bil že pred leti nagrajen tudi s slovensko oblikovalsko nagrado, ki jo podeljuje Zavod Big v okviru Meseca oblikovanja, uvrstili so ga namreč v zbirko Brezčasno slovensko oblikovanje. 